# Схватка в пурге
«Схватка в пурге» — советский чёрно-белый художественный фильм режиссёра Александра Гордона.

## Сюжет
События происходят на одной из северных строек. Рейсовый автобус с людьми захватывают два вооружённых бандита. В качестве заложницы оказывается женщина. Находящийся в автобусе начальник стройки Глухов (Леонид Марков) оказывает мужественный отпор бандитам.

## В ролях
| Актёр              | Роль                                                        |
| ------------------ | ----------------------------------------------------------- |
| Леонид Марков      | начальник северной таёжной стройки Владимир Иванович Глухов |
| Валентин Гафт      | грабитель-рецидивист Чужак                                  |
| Константин Захаров | бывший сообщник и приятель Чужака Максуд Шакуров            |
| Виктор Павлов      | Фёдор Игнатенко                                             |
| Нина Попова        | Галина Петровна                                             |
| Геннадий Корольков | Игорь Лужин                                                 |
| Сергей Яковлев     | прокурор Арсений Павлович                                   |
| Олег Анофриев      | шофёр Миша                                                  |
| Вадим Вильский     | посетитель ресторана                                        |
| Николай Маликов    |                                                             |
| Григорий Маликов   | Роман                                                       |
| Александр Пятков   | Микола                                                      |
| Владлен Паулус     | сообщник Чужака Мирон                                       |
| Станислав Михин    | рабочий                                                     |

## Съёмочная группа
- Автор сценария: Владимир Кузнецов
- Режиссёр: Александр Гордон
- Оператор: Михаил Биц
- Композитор: Николай Сидельников
- Художник по костюмам: Валентин Перелётов